# Toruńsko-Płockie Studia Dydaktyczne
Toruńsko-Płockie Studia Dydaktyczne (wcześniej pod nazwą Toruńskie Studia Dydaktyczne) — periodyk wydawany obecnie przez Wydział Pedagogiczny Szkoły Wyższej im. Pawła Włodkowica w Płocku (w miejsce nieistniejącej Wyższej Szkoły Oficerskiej im. gen. Bema) i Wydział Humanistyczny Uniwersytetu Mikołaja Kopernika.
Radę Redakcyjną stanowią: Zbigniew Kruszewski, Józef Półturzycki, Maciej Tanaś, Eugenia Anna Wesołowska (zastępca przewodniczącego.zm.w 2016), Witold Wojdyło (przewodniczący), Władysław P. Zaczyński, Zofia Żukowska. Redaktorem naczelnym pisma jest Józef Półturzyck.
Tematy poruszane w "Toruńsko-Płockich Studiów Dydaktycznych" dotyczą zagadnień podstawowych w dydaktyce, aktualnych badań i problemów dydaktycznych oraz technologii kształcenia, aktywności i samodzielności w procesie kształcenia, a także aktualności związanych z dydaktyką.